# Ciudadano Buelna
Ciudadano Buelna es una película del 2013, dirigida por Felipe Cazals. Retrata la vida del ciudadano sinaloense Rafael Buelna,  quien participó en la Revolución Mexicana.

## Sinopsis
Retrata la vida del ciudadano sinaloense Rafael Buelna (Sebastián Zurita), "quien representa a los verdaderos perdedores de la Revolución Mexicana que no pudo ser, debido a la irremediable contradicción existente entre sus ideales y su endógena corrupción".
Rafael Buelna se mantendrá firme a sus convicciones. No solo se enfrentará a las complicaciones de la revolución, sino tendrá que desafiar a las dificultades del amor verdadero de la mano de su amada Luisa Sarría (Marimar Vega). En la película, Buelna protagoniza a un joven patriota que lucha por la defensa de la justicia y libertad de su país.

## Producción
La idea primaria fue propuesta por la Universidad Autónoma de Sinaloa y se filmó en escenarios naturales de: Mocorito, El Fuerte, Cosalá y Los Mochis, Sinaloa; Hidalgo, Puebla y la Ciudad de México. 
Para su producción se contó con un equipo de aproximadamente, 150 personas y 2000 extras. Alrededor de 200 caballos con sus respectivos jinetes. En su talento artístico cuenta con más de 40 actores entre estelares, primeras partes y secundarias. Es ambientada en la época revolucionaria apegada a documentos históricos.

## Elenco
| Actor/Actriz          | Personaje que interpreta  |
| --------------------- | ------------------------- |
| Sebastián Zurita      | Rafael Buelna             |
| Marimar Vega          | Luisa Sarría              |
| Damián Alcázar        | Lucio Blanco              |
| Jorge Zárate          | Heriberto Frías           |
| Ténoch Huerta         | Emiliano Zapata           |
| Bruno Bichir          | Antonio Díaz Soto y Gamma |
| Elizabeth Cervantes   | Güera Carrasco            |
| Dagoberto Gama        | Juan Carrasco             |
| Gustavo Sánchez Parra | Álvaro Obregón            |
| Enoc Leaño            | Francisco Villa           |
| Andrés Montiel        | Martín Luis Guzmán        |
| Raúl Méndez           | Venustiano Carranza       |

## Locaciones
El rodaje inició el 26 de marzo de 2012 en El Fuerte, Sinaloa y concluyó el 4 de mayo en el centro histórico de la Ciudad de México.
Estos son los lugares donde se filmó:
- El Fuerte, Sinaloa.
- Mocorito, Sinaloa.
- Los Mochis, Sinaloa.
- Cosalá, Sinaloa
- Zempoala, Hidalgo.
- Puebla, Puebla.
- Micuautla, Puebla.
- San Roque, Puebla.
- Ciudad de México.
- Oriental,Puebla

## Premios y nominaciones
| Año  | Categoría                  | Persona                                           | Resultado |
| ---- | -------------------------- | ------------------------------------------------- | --------- |
| 2014 | Mejor fotografía           | Martín Boege                                      | Nominado  |
| 2014 | Mejor sonido               | Samuel Larson, Gabriel Coll y Miguel Ángel Molina | Nominados |
| 2014 | Mejor diseño de arte       | Lorenza Manrique                                  | Ganadora  |
| 2014 | Mejor vestuario            | Mayra Gabriela Juárez                             | Ganadora  |
| 2014 | Mejor maquillaje           | Roberto Ortiz                                     | Nominado  |
| 2014 | Mejores efectos especiales | Jorge C. Farfán Barros                            | Nominado  |

| Año  | Categoría                                          | Persona                     | Resultado |
| ---- | -------------------------------------------------- | --------------------------- | --------- |
| 2014 | Mejor película                                     | Mejor película              | Nominada  |
| 2014 | Diosa de Plata Emilio “Indio” Fernández a director | Felipe Cazals               | Nominado  |
| 2014 | Diosa de Plata a actor                             | Sebastián Zurita            | Ganador   |
| 2014 | Coactuación masculina                              | Damián Alcázar              | Nominado  |
| 2014 | Papel de cuadro masculino                          | Tenoch Huerta               | Nominado  |
| 2014 | Papel de cuadro femenino                           | Marimar Vega                | Nominada  |
| 2014 | Diosa de Plata “Gabriel Figueroa” a fotografía     | Martin Boege                | Ganador   |
| 2014 | Mejor Edición                                      | Oscar Figueroa Jara         | Nominado  |
| 2014 | Mejor Guion                                        | Felipe Cazals y Leo Mendoza | Nominados |